# Habib Elghanian

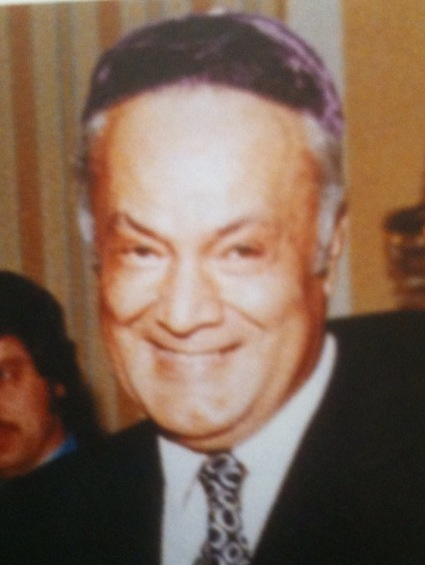
Habib Elghanian

Habib Elghanian, (5 de abril de 1909 - 9 de maio de 1979), é um empresário e filantropo iraniano. Representando a comunidade judaica no Irã na década de 1970, ele foi preso e condenado à morte após a Revolução Islâmica sob a acusação de corrupção, contato com Israel e sionismo.
Ele é o primeiro judeu e empresário a ser executado pelo governo islâmico de Mehdi Bazargan.

## Consequências
A morte de Elghanian foi considerada um dos motivos da saída de 75% dos 80 000 judeus que viviam no país antes da revolução.
Com a intervenção do Rabino Chefe Yedidia Shofet e outros membros proeminentes da comunidade judaica de Teerã, seu corpo foi finalmente liberado e inicialmente enterrado em uma sepultura sem identificação no Cemitério Judaico Beheshtieh de Teerã. Com medo de mais retaliações, apenas um punhado de pessoas compareceu ao enterro de Elghanian. Uma modesta lápide foi posteriormente colocada em seu túmulo, sem fazer referência à sua execução. 
Pouco depois da execução de Elghanian, o Senado dos Estados Unidos aprovou uma resolução de autoria do senador de Nova York Jacob Javits para condenar sua execução, bem como a de outros civis, como uma violação dos direitos humanos no Irã.